# Dźati

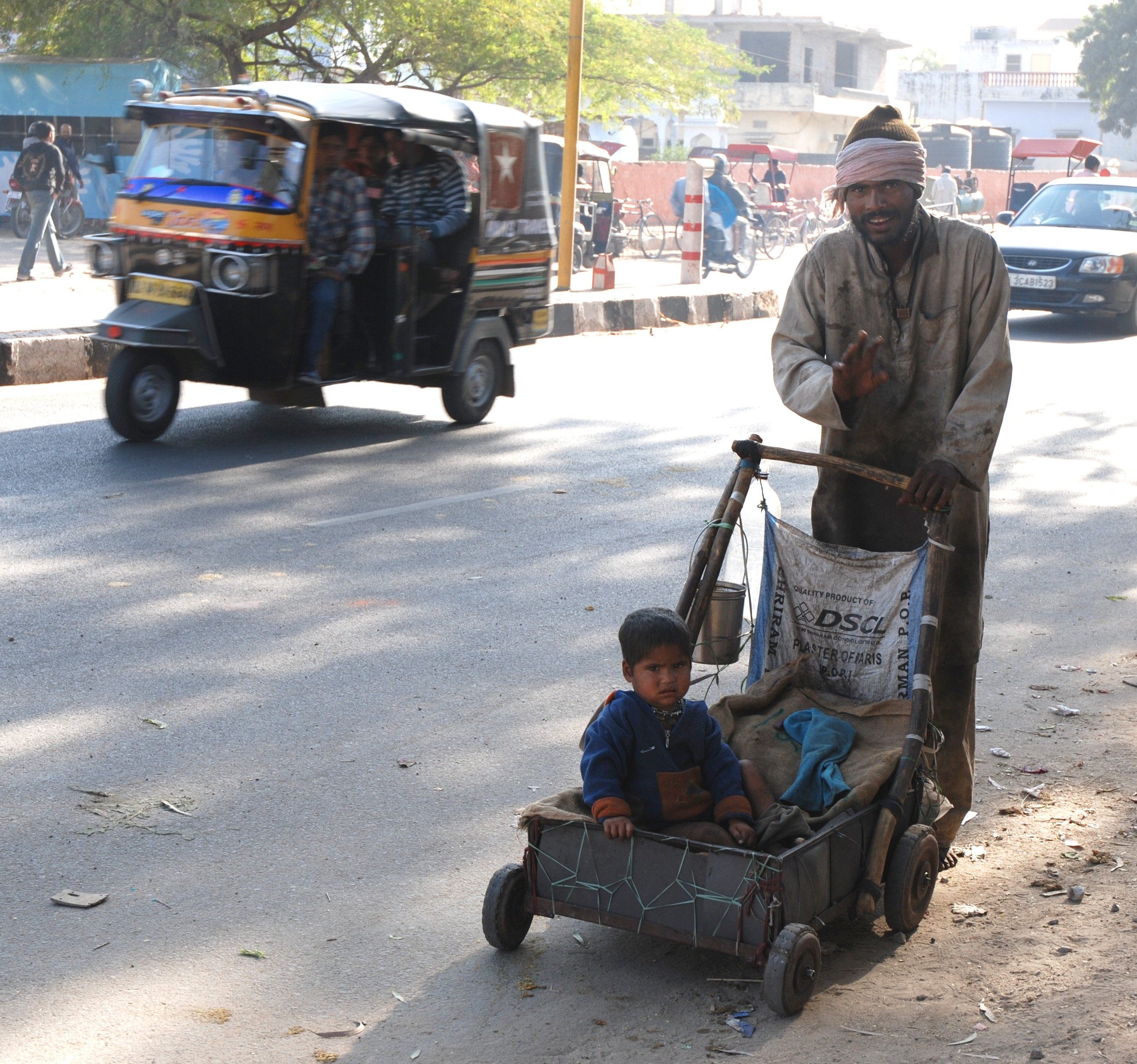
Członek społeczności Dalitów z Jaipuru

Dźati (sanskryt जाति, „urodzenie”, ang. jati) – element systemu stratyfikacji społecznej w Indiach, określany nie do końca poprawnie terminem kasta. Wyższym w randze, odnoszącym się do stanów społecznych w Indiach, jest termin warna. Bóstwo opiekuńcze dla konkretnej dźati to dźatidewata.

## Etymologia
Źródłosłów dla pojęcia dźati wywodzi się od czasownika dźan – urodzić się. Jego znaczenie dosłowne podaje się jako urodzenie, ród , rodzaj.

## Liczba dźati
Podział na dźati jest w Indiach bardzo rozbudowany. Istnieje około 6-10 tysięcy dźati, chociaż zdaniem niektórych badaczy liczba ta oscyluje wokół wielkości 100 tysięcy.
Dźati dzielą się na podkasty i te dopiero stanowią endogamiczne kasty w rozumieniu potocznym człowieka Zachodu. Dźati bywają podzielone w Indiach nawet na kilkaset podkast.
Stąd mówić można o około 3 000 dźati i równocześnie o istnieniu 25 000 podgrup w tych pierwszych (podkast).

## System dźadźamani
Charakterystyczną sytuacją, jaka zachodzi w tradycyjnym systemie dźati jest podział prac: niektóre były dozwolone, inne powodowały zanieczyszczenie danej osoby i musiały być zlecane członkowi innej (niższej) dźati (i zarazem profesji). Zamawiający wykonanie usługi to „dźadźaman”, podejmujący się czynności to „pradźa”. System poza czynnościami niedozwolonymi z uwagi na status dźati zainteresowanego, obejmuje również posługi charakterystyczne dla konkretnych dźati: dany bramin korzysta z usług golibrody, który podczas uroczystości rodzinnych zatrudnia tego lub innego bramina.

## Rozłam
Podział dźati może nastąpić gdy część jej społeczności:
1. zmieni miejsce zamieszkania
2. zaprzestanie uznawać obowiązujące nakazy rytualne kast
3. rozpocznie przestrzeganie nowego nakazu rytualnego, zapożyczonego od np. wyższej kasty
4. zmieni rodzaj pracy zarobkowej
5. zostanie wydalona z kasty macierzystej za naruszenia (np. niedopuszczalne kontakty seksualne z przedstawicielami innych kast)
6. odejdzie na skutek nierozwiązanego sporu wewnątrzkastowego.

## Zastosowanie
Nazwa dźati do której przynależy z urodzenia dany hindus występuje najczęściej jak składnik jego nazwiska. Znane postacie:
- Mohandas Karamchand Gandhi: gāndhi – dźati z warny wajśjów gudźarackich
- Jawaharlal Nehru: neh(a)rū – dźati z warny braminów kaszmirskich[3].